# Emil Ernst
Pour les articles homonymes, voir Ernst.
Emil Hermann Ernst, né à Newark (New Jersey, États-Unis) le 6 juin 1889 et mort à Münster (Allemagne) le 26 juin 1942, est un astronome allemand.

## Biographie
Il étudie à l'université de Heidelberg, où il obtient son doctorat en 1918, soutenant une thèse sur les méthodes de mesure (Über die Brauchbarkeit des Wellmannschen Doppelbildmikrometers zu mikrometrischen Messungen). Il fait partie du groupe d'étudiants de Max Wolf, qui comprend également Paul Götz, Raymond Smith Dugan, Franz Kaiser, Karl Wilhelm Reinmuth, Joseph Helffrich ou encore Alfred Bohrmann, et qui à l'époque devient le protagoniste de nombreuses découvertes d'astéroïdes.
Le Centre des planètes mineures lui attribue la découverte de l'astéroïde (705) Erminia effectuée le 6 octobre 1910.
En 1928, il accepte un poste de professeur à temps plein à l'Université de Münster.